# سماح سبيع
سماح سبيع محامية يمنية تعمل على تقديم الدعم القانوني للعوئل التي لديها أطفال "مختفين".    هؤلاء المختفون هم نتيجة الحرب الأهلية اليمنية (2015 إلى الوقت الحاضر)، حيث تم اعتقال العديد من الأشخاص وتعذيبهم واحتجازهم في أماكن مجهولة. حيث لا تعرف هذه العوائل أين ومتى يتم احتجاز أفرادها أو ما إذا كانوا على ما يرام. 
اختيرت سماح كواحدة من النساء المؤثرات في قائمة بي بي سي لـ 100 امرأة ملهمة ومؤثرة من جميع أنحاء العالم لعام 2019. 

## حياتها
ولدت سماح سبيع في محافظة ذمار في اليمن وهي محامية حاصلة على ليسانس شريعة وقانون عملت منذ نشوب الحرب عام 2015 دون كلل أو ملل في ظروف شديدة الصعوبة، برزت في مجال عادة ما يجد الرجل فيه الصعوبة، ناهيك عن امرأة تمارس المحاماة والدفاع عن حقوق الإنسان، في بلد صنف كأسوأ بلد تعيش فيه المرأة في العالم وفق الأمم المتحدة.
تقدم سماح الدعم القانوني لأهالي المعتقلين والمختفين قسريا وضحايا التعذيب. وقد تمكنت مع فريقها هذا العام من خلال عملها مع منظمة مواطنة لحقوق الإنسان من لم شمل بعض هذه العائلات. ولا تتوقف سماح عن النداء والمطالبة بإطلاق سراح الأطفال الذين لا يزالون رهن الاحتجاز، وبعدم حرمانهم من حق التعليم. عن المستقبل الذي تتمناه، تقول سماح: "سيأتي الوقت الذي يقتنع فيه الجميع بأنه لا جدوى من الحرب، وبالتالي ستتغير كثير من الأشياء ومن ضمنها تعديل كثير من التشريعات المتعلقة بالمرأة، وبالإنسان اليمني عموما ".

## إنجازاتها
- تصدر اسم اليمنية سماح سبيع، في قائمة أكثر 100 امرأة ملهمة ومؤثرة في العالم عام 2019، بجانب 17 اسماً من بلدان عربية عدة، والذي ترعاه شبكة الـ “بي بي سي" البريطانية، بسبب جهودها المثمرة في منظمة “مواطنة" وذلك عبر تقديم الدعم القانوني للمعتقلين وأسرهم، بالإضافة إلى مساهمتها في لم شمل الأسر مع المعتقلين والمخفيين قسريًا، منذ نشوب الصراع في اليمن. وقالت رائدة الذبحاني دكتوراه في القانون الدولي الإنساني وسفيرة المرأة للسلام: لـ" مشاقر “أن المحامية سماح سبيع لها باع طويل في مساعدة أسر المعتقلين والمختطفين قانونيًا عبر تزويدهم بالتعليمات القانونية المعرفة حقوقهم. وأضافت "سبيع مثال للمرأة المتعاونة والمخلصة في عملها، ومن خلال نشاطها في المنظمات الحقوقية والإنسانية بذلت جهدًا كبيرًا في مساعدة المعتقلين والمخفيين قسرًا بالقانون مناداة سماح بإطلاق سراح المعتقلين في السجون، منحها جائزة أكثر النساء تأثيرًا في العالم لعام 2019، التي تنظمها شبكة البي بي سي، وهو فخر واعتزاز لليمن ولكل النساء اليمنيات".[5]

- تشغل سماح حاليا منصب مديرة وحدة الدعم القانوني في منظمة مواطنة لحقوق الإنسان (منظمة غير حكومية)، منذ منتصف 2015، ولا تتوقف سماح عن النداء والمطالبة بإطلاق سراح الأطفال الذين لا يزالون رهن الاحتجاز، وبعدم حرمانهم من حق التعليم. وقالت في حديثها " مشاقر “: “أعمل في مجال تقديم الدعم القانوني لضحايا الاعتقال التعسفي والاختفاء القسري، وضحايا التعذيب والقتل خارج إطار القانون وقضايا المرأة والطفل، وقضايا الأقليات الدينية، وحرية الرأي والتعبير والقضايا التي يتخللها خلل في الإجراءات قضايا ذات طابع (مدني أو جنائي) كذلك في مجال تقديم الاستشارات القانونية". مشيرة إلى أنها كانت هي النواة الأولى في تأسيس وحدة الدعم القانوني وإعداد آلياتها، وإدارة فريق من المحامين مساعدي دعم قانوني (مركزي وميداني) في المنظمة التي تعمل بها. وتابعت سماح: " أعمل على النزول الميداني إلى المحاكم والنيابات وأقسام الشرطة والمعتقلات، وغيرها من الجهات ذات الصلة، للمتابعة القانونية وتقديم الدعم القانوني للضحايا، بالإضافة إلى العمل على مد جسور التواصل مع كافة أطراف النزاع، من خلال عقد اللقاءات وإجراء الاتصالات مع تلك الأطراف لتوضيح معاناة الضحايا وأسرهم، لتغيير وضع أولئك الضحايا، والجد من تلك الانتهاكات".[5]

## يوم المرأة العالمي
وجهت سماح كلمة للنساء، بمناسبة يوم المرأة العالمي، قائلة: "أقول للنساء اليمنيات على وجه الخصوص، أنتن قويات جدًا، وقد استطعتن مواجهة التحديات والصعوبات والمخاطر بكل شجاعة، والتغلب عليها، لاسيما خلال فترة الصراع. أنتن قدوة يحتذى بها في العالم أجمع"